# 번부
번부(藩部)란 청나라때 비한족 거주지로 간접통치를 받은 지역들을 말한다. 영어로는 중국령 타타리아(Chinese Tartary)라고도 한다.
지리적으로 몽골, 서역신강, 청해, 티베트, 그리고 흑룡강 일대의 야인여진 부락들이 번부에 해당했다. 이는 『청사고』에 명시되어 있다. 번부에 관한 사무는 이번원에서 통괄했고, 총독들이 파견되는 직접통치 지역인 성(省)과는 제도적으로 구분되었다.
몽골에서는 맹기제와 찰살극제가 실시되었다. 신강은 신강에서는 준부(몽골계 준가르인)와 회부(튀르크계 위구르인)로 나누어 회부에서는 백극제가 실시되었다.  티베트에는 갈하라는 기구를 설치해 현지 사무를 자치하게 했고, 흑룡강 야인들은 만주와 동일한 팔기제를 실시했다.

## 구분
몽골
- 차하르 팔기(한국 한자: 察哈爾八旗 찰합이팔기)
- 귀화성 튀메드(한국 한자: 歸化城土默特 귀화성토묵특)
- 내몽골(한국 한자: 內蒙古 내몽고)
- 외몽골(한국 한자: 外蒙古 외몽고)
- 서투몽골(한국 한자: 西套蒙古 서투몽고)
- 탕누 우량하이(한국 한자: 唐努烏梁海 당노오량해)
- 코브도(한국 한자: 科布多 과포다)
- 알타이(한국 한자: 阿爾泰 아이태)

청해
- 쾨케누르 몽골(몽골어: ᠬᠦᠬᠡ ᠨᠠᠭᠤᠷ
ᠮᠣᠩᠭᠣᠯ, 한국 한자: 青海蒙古 청해몽고)
- 옥수(玉樹) 등 40족 (이후 25족으로 통폐합)
- 환해(環海) 8족

티베트
- 위(衛)
- 장(藏)
- 아리(阿里)
- 객목(喀木)
- 코르 39족(한국 한자: 霍爾三十九族 곽이삼십구족)
- 다무 몽골(한국 한자: 達木蒙古 달목몽고)

신강
- 준부
  - 일리(한국 한자: 伊犁 이리)
  - 우루무치(몽골어: ᠥᠷᠥᠮᠴᠢ, 한국 한자: 烏魯木齊 오로목제)
  - 쿠르카라오스(한국 한자: 庫爾喀喇烏蘇 고이객라오소)
  - 하미(한국 한자: 哈密 합밀)
  - 투르판(한국 한자: 吐魯番 토로번)
  - 다르바카드키(몽골어: ᠲᠠᠷᠪᠠᠭᠠᠲᠠᠢ, 한국 한자: 塔爾巴哈台 탑이파합태)
- 회부
  - 케슈케르(위구르어: قەشقەر, 한국 한자: 喀什噶爾 객십갈이)
  - 아르칸드(위구르어: يەكەن, 한국 한자: 葉爾羌 엽이강)
  - 호탄(한국 한자: 和闐 화전)
  - 악수(위구르어: ئاقسۇ, 한국 한자: 阿克蘇 아극소)
  - 우츠투르판(위구르어: ئۇچتۇرپان, 한국 한자: 烏什 오십)
  - 쿠차(위구르어: كۇچار, 한국 한자: 庫車 고차)
  - 카라사르(한국 한자: 喀喇沙爾 객라살이)

흑룡강
- 부트하(한국 한자: 布特哈 포특합)
- 여커먕간기(만주어: ᠶᠡᠬᠡ ᠮᠢᠩᠭ᠋ᠠᠨ
ᡤᡡᠰᠠ, 한국 한자: 依克明安旗 의극명안기)

## 같이 보기
- 타타리아